# Andlau
Andlau es una localidad y comuna francesa en la región de Alsacia, perteneciente al departamento del Bajo Rin.
Andlau, situada en el interior del valle de Eleon, es una comuna productora de vinos alsacianos y se encuentra en la Ruta de los vinos de Alsacia. Alberga 3 denominaciones de origen Grands Crus classés de vino de la variedad Riesling:
- Kastelberg, una de las más antiguas de Alsacia, cultivada ya en tiempos de la presencia romana.
- Moenchberg
- Wiebelsberg

## La abadía de Andlau
La abadía de Andlau alberga elementos relevantes del arte romano en Alsacia como el bajo relieve de 30 m de longitud que contorna el edificio y fechado en 1130, donde se relatan escenas cotidianas mezcladas a imágenes de héroes de la mitología.
Otras piezas únicas en su nave datan de los siglos XV al XVIII.
Construida en el 880 por orden de la esposa del emperador carolingio Carlos III el Gordo, según una leyenda, se encuentra en el lugar dónde la emperatriz logró devolver a la vida a un osezno que encontró enterrado por su propia madre. Fue consagrada por el papa León IX en 1046 a las figuras cristianas de San Pedro y Pablo.

## Castillos de Spesbourg y de Haut-Andlau
A proximidad del núcleo poblacional se encuentran las construcciones del Château de Spesbourg y la del Château de Haut-Andlau.